# Gold (The Cats)
Gold is een muziekalbum van The Cats uit 1994. Het album is een van de drie die werden uitgebracht tijdens de comebackperiode in dat jaar. Erna werd bleef het weer stil rond de band.
Het album werd uitgebracht door de Cats-leden Cees Veerman, Jaap Schilder en Arnold Mühren. Met Piet Veerman hadden ze het in deze tijd nog niet bijgelegd. Verder werkte ook de andere Cat, Theo Klouwer, niet aan deze cd mee.
Het nummer stond 14 weken in de Album Top 100 en bereikte nummer 20 als hoogste positie. De titel van het verzamelalbum verwijst naar de gouden singles die de band voortbracht en erop staan.

## Nummers
| Nummer | Naam                                                 | Geschreven door                           | Duur | Opmerkingen |
| ------ | ---------------------------------------------------- | ----------------------------------------- | ---- | ----------- |
| 1.     | Sure he's a cat                                      | Roger Greenaway en Roger Cook             | 2:27 |             |
| 2.     | Times were when                                      | Neil Grimshaw                             | 3:12 |             |
| 3.     | Lea                                                  | Arnold Mühren                             | 3:45 |             |
| 4.     | Why                                                  | Arnold Mühren                             | 4:00 |             |
| 5.     | Scarlet ribbons                                      | Evelyn Danzig en Jack Segal               | 3:15 |             |
| 6.     | Marian                                               | Arnold Mühren                             | 4:00 |             |
| 7.     | Magical mystery morning                              | Arnold Mühren                             | 2:37 |             |
| 8.     | Where have I been wrong                              | Piet Veerman                              | 4:13 |             |
| 9.     | One way wind                                         | Arnold Mühren                             | 3:42 |             |
| 10.    | Let's dance                                          | Piet Veerman                              | 3:27 |             |
| 11.    | Vaya con Dios                                        | Larry Russell, Inez James en Buddy Pepper | 3:29 |             |
| 12.    | There has been a time                                | Arnold Mühren                             | 3:48 |             |
| 13.    | Let's go together                                    | Piet Veerman en Jaap Schilder             | 3:45 |             |
| 14.    | Maribaja                                             | Arnold Mühren                             | 3:08 |             |
| 15.    | Rock 'n' roll (I gave you the best years of my life) | Kevin Johnson                             | 4:53 |             |
| 16.    | Be my day                                            | Larry Murray                              | 2:56 |             |
| 17.    | Come Sunday                                          | Lane Caudell en Harry Lloyd               | 2:40 |             |
| 18.    | Like a Spanish song                                  | Larry Murray                              | 2:57 |             |
| 19.    | Save the last dance for me                           | Doc Pomus en Mort Shuman                  | 3:05 |             |
| 20.    | The end of the show                                  | Cees Veerman                              | 4:13 |             |